# Marmancón
Marmancón(llamada oficialmente San Pedro de Marmancón) es una parroquia y un barrio español del municipio de Ferrol, en la provincia de La Coruña, Galicia.

## Entidad de población
Entidad de población que forma parte de la parroquia:
- Marmancón
- Papoi[5]

## Demografía
Gráfica demográfica del barrio de Marmancón y de la parroquia de San Pedro de Marmancón según el INE español:
| Gráfica de evolución demográfica de Marmancón entre 2000 y 2019 |
|                                                                 |
| Datos según el nomenclátor publicado por el INE.                |